# Eriococcus deformis
Eriococcus deformis är en insektsart som beskrevs av Wang 1974. Eriococcus deformis ingår i släktet Eriococcus och familjen filtsköldlöss. Inga underarter finns listade i Catalogue of Life.